# Анхор
Анхо́р (узб. Anhor, Анҳор — «большой оросительный канал»; в дореволюционных источниках — Ангоръ) — канал в Ташкенте и Ташкентском вилояте, отвод канала Бозсу. В зависимости от точки, которая считается началом Анхора (южнее Малой Кольцевой дороги, либо южнее Узбекистанского проспекта), может рассматриваться и как левый, и как правый отвод. Длина — примерно 23 километра, орошаемая площадь — около 5000 гектаров. Средний расход воды — 10,5 м³/с.

## Течение канала
За начало Анхора в современных картографических источниках принимают верхний бьеф Шейхантаурской ГЭС (41°20′09″ с. ш. 69°16′26″ в. д.), в то время как Бозсу здесь считают либо ушедшим вбок, либо окончившимся (во втором случае канал, уходящий вбок, рассматривают как верхнее течение Калькауза). При этом Анхор сохраняет направление вышележащего русла и бо́льшую часть воды в нём.
На верхнем бьефе Бурджарской ГЭС (41°18′32″ с. ш. 69°15′29″ в. д.) уже сам Анхор с меньшей частью потока уходит вбок, а в прежнем направлении течёт канал Бурджар. Некоторые источники полагают, что Анхор начинается только здесь, а до того продолжает течь Бозсу.

### Участок, также относимый к Бозсу
На участке между верхним бьефом Шейхантаурской ГЭС и верхним бьефом Бурджарской ГЭС Анхор тянется с севера на юг (имея очень небольшой уклон к западу), проходя по центральной части столицы. Он пересекает улицу Хуршида, крупную улицу Абдуллы Кадыри, проспекты Алишера Навои и Узбекистанский. Вдоль канала пролегает улица Анхорбуйи (Набережная Анхора). На его берегах находятся (вниз по течению): кладбище Минор, посольство ФРГ, мемориальный комплекс «Мужество» (посвящённый ташкентскому землетрясению 1966 года), концертный зал «Туркестан», жилой массив Урда, Вечный огонь (памяти узбекистанцев, павших в годы ВОВ), здание Сената (верхней палаты парламента Республики Узбекистан), стадион «Пахтакор», сквер, носивший имя Ю. А. Гагарина, здание Аппарата Президента и резиденция Президента Узбекистана «Аксарай». На небольшом острове перед улицей А. Кадыри стоит Музей Олимпийской славы. В прошлом близ Анхора находилась кокандская крепость Урда и старая Ташкентская крепость царских войск . Здесь берут начало отводы Чорсу и Чукаркуприк. Ниже улицы Хуршида на Анхоре построена Шейхантаурская ГЭС.

### Участок от отхода Бурджара до Канкуса
После отделения Бурджара канал постоянно теряет в полноводности. Небольшой начальный участок в северо-западную сторону канал проходит под землёй, пересекая улицу Бешагач, после чего течёт в общем юго-западном направлении. Далее он пересекает улицы Фурката, Байналмилал, Мукими, Чапаната, Малую Кольцевую дорогу, проспект Бунёдкор. На его берегах располагаются (вниз по течению): дом-музей Гафура Гуляма, площадь Бешагач, Национальный парк имени Алишера Навои, здание Законодательной (нижней) палаты парламента, Выставочный зал, Парк культуры и отдыха имени Гафура Гуляма , стадион «Бунёдкор», специализированный центр хирургии имени В. Вахидова, два небольших кладбища, жилой массив Домбрабад. Здесь берут начало отводы Зах, Навза, Чапаната. Водой канала питается озеро в Национальном парке им. А. Навои (бывшее Комсомольское озеро). За улицей Байналмилал Анхор пересекается с каналом Актепа (41°17′53″ с. ш. 69°14′19″ в. д.), подобный случай — единственный для крупных водотоков Ташкента.
Энциклопедия «Ташкент» сообщает, что в районе проспекта Дружбы Народов (ныне — проспект Бунёдкор) Анхор делится на каналы Эсхидархан и Канкус. Однако во всех современных картографических источниках канал, сохраняющий юго-западное направление, продолжают именовать Анхором.

### Канкус
Анхор (Канкус) течёт вдоль проспекта Бунёдкор, огибает транспортную развязку с Ташкентской кольцевой автомобильной дорогой и выходит за пределы города. Недалеко от границы Ташкента на его берегу располагается небольшое кладбище. В Зангиатинском районе Ташкентского вилоята протекает по территории населённых пунктов Бешкурган и Чаримтешар (бывшее название последнего — Конкус).
Канкус разбирается на мелкие ответвления и теряется, часть воды достигает Нижнего Бозсу.

## Шейхантаурская ГЭС
Шейхантаурская ГЭС построена на канале Анхор в 1951—1954 гг. и с 1955 года входит в состав Чирчик-Бозсуйского каскада ГЭС. Располагается несколько ниже разделения Калькауза и Анхора (41°19′38″ с. ш. 69°16′13″ в. д.).
Мощность 1-го и 2-го гидроагрегатов (запуск в 1953 году) — по 1 МВт, мощность 3-го гидроагрегата (запуск в 1954 году) — 1,6 МВт.

## Отводы Анхора
Согласно А. И. Добромыслову, в начале XX века Анхор питал своими водами 23 арыка.
Ниже описаны некоторые отводы канала, сохранившиеся поныне:
Чукаркупри́к — левый отвод Анхора, берёт начало у входа на стадион «Пахтакор» (41°18′43″ с. ш. 69°15′37″ в. д.). Начальный участок забран в гидротехнические трубы, выходит на поверхность за улицей Батыра Закирова (41°18′46″ с. ш. 69°15′04″ в. д.). Течёт к западу, пересекает улицы Фурката, Асадуллы Ходжаева, Самарканд-Дарбаза. Впадает в Нижний Бозсу в районе улицы Сузук-ота (41°18′55″ с. ш. 69°13′03″ в. д.).
Зах — левый отвод Анхора, берёт начало в районе станции метро «Миллий бог» (историческая точка начала — 41°18′04″ с. ш. 69°14′22″ в. д., точка современного выхода на поверхность — 41°18′10″ с. ш. 69°14′00″ в. д.). Вначале течёт к западу, затем поворачивает на северо-запад. Проходит по территории старогородского даха Бешагач. Пересекает проспект Бунёдкор, улицу Самарканд-Дарбаза. На берегах Заха располагаются кладбища Захарык и Камалан с мавзолеем Ходжа Аламбардора. Впадает в Нижний Бозсу (41°18′42″ с. ш. 69°12′41″ в. д.).
Навза́ — левый отвод Анхора, берёт начало несколько ниже пересечения с Актепой (41°17′44″ с. ш. 69°14′04″ в. д.). Течёт в западном направлении, в сторону площади Актепа. На берегу арыка стоит мечеть Навза.
Чапаната (Чупаната́) — левый отвод Анхора, берёт начало близ парка имени Гафура Гуляма (41°16′59″ с. ш. 69°13′06″ в. д.). Течёт на северо-запад, затем уходит под землю, после выхода течёт на запад с небольшим уклоном к югу. Пересекает проспект Бунёдкор, улицы Катартал и Чапаната. На берегу имеется небольшое кладбище. Впадает в Нижний Бозсу (41°16′55″ с. ш. 69°09′01″ в. д.) в районе Ташкентской кольцевой автомобильной дороги.
Изза́ — левый отвод Анхора, крупный арык (может рассматриваться как канал). Берёт начало в районе проспекта Бунёдкор (41°15′47″ с. ш. 69°11′50″ в. д.). Пересекает проспект, течёт на северо-запад по микрорайонам Кызыл Шарк и Изза.

## Исторические события
С присоединением Ташкента к Кокандскому ханству между каналами Анхор и Гадраган была построена военная крепость — Урда. Она располагалась в районе современного кафе «Анхор» по проспекту А. Навои. После завоевания Ташкента Российской Империей (1865) южнее, у отхода Бурджара, была основана крепость царских войск. При этом Кокандская Урда стала резиденцией захватившего Ташкент генерала М. Г. Черняева. С образованием Туркестанского генерал-губернаторства близ Анхора (на месте современного здания Сената) была возведена и резиденция губернаторов (архитектор — А. А. Бенуа).
В конце XIX века и начале XX-го канал являлся границей между Старым («сартовским») городом на его правом берегу и левобережной новогородской частью Ташкента, которая возникла после завоевания и заселялась европейцами. Вдоль Анхора пролегала первая в Новом городе улица Черняевская (ныне — площадь Мустакиллик). Кроме того, через Анхор был построен первый в Ташкенте современный мост, который известен как Урдинский. Изначально он являлся деревянным, современный арочный возведён из кирпича в 1913 году.
1 января 1930 года произошёл прорыв Анхора, который привёл к затоплению обширной территории в Старом городе с 7 до 21-го часа. Причиной чрезвычайного происшествия оказался неравномерный расход воды на Бозсуйской электростанции (единственная из Чирчик-Бозсуйского каскада ГЭС функционировавшая в 1930 году электростанция). Более того, техник, назначенный дежурным в новогоднюю ночь, ушёл со своего поста встречать праздник. Для борьбы с наводнением была временно прекращена работа ГЭС, мобилизованы воинские части, милиция, партийные работники, комсомольцы и простые граждане города. Пострадал 501 человек, убытки оценивались в 117 100 рублей (не считая простоя обесточенных предприятий). О катастрофе в совершенно секретном порядке доложили, в том числе, И. В. Сталину и руководителю ОГПУ Г. Г. Ягоде.

## В культуре
Узбекская поэтесса Юлдуз Мухтарова посвятила Анхору стихотворение.